# Villefrancœur
Villefrancœur és un municipi francès, situat al departament del Loir i Cher i a la regió de Centre – Vall del Loira. L'any 2007 tenia 472 habitants.

## Demografia

### Població
El 2007 la població de fet de Villefrancœur era de 472 persones. Hi havia 156 famílies, de les quals 32 eren unipersonals (12 homes vivint sols i 20 dones vivint soles), 52 parelles sense fills, 64 parelles amb fills i 8 famílies monoparentals amb fills.
La població ha evolucionat segons el següent gràfic:
Habitants censats

### Habitatges
El 2007 hi havia 184 habitatges, 162 eren l'habitatge principal de la família, 4 eren segones residències i 18 estaven desocupats. Tots els 184 habitatges eren cases. Dels 162 habitatges principals, 151 estaven ocupats pels seus propietaris, 9 estaven llogats i ocupats pels llogaters i 2 estaven cedits a títol gratuït; 2 tenien dues cambres, 20 en tenien tres, 41 en tenien quatre i 99 en tenien cinc o més. 142 habitatges disposaven pel capbaix d'una plaça de pàrquing. A 58 habitatges hi havia un automòbil i a 100 n'hi havia dos o més.

### Piràmide de població
La piràmide de població per edats i sexe el 2009 era:
| Homes | Edats   | Dones |
| ----- | ------- | ----- |
| 0     | 95 o +  | 0     |
| 0     | 90 a 94 | 0     |
| 4     | 85 a 89 | 0     |
| 0     | 80 a 84 | 0     |
| 0     | 75 a 79 | 4     |
| 16    | 70 a 74 | 16    |
| 12    | 65 a 69 | 8     |
| 4     | 60 a 64 | 12    |
| 4     | 55 a 59 | 8     |
| 16    | 50 a 54 | 8     |
| 36    | 45 a 49 | 20    |
| 24    | 40 a 44 | 40    |
| 32    | 35 a 39 | 20    |
| 20    | 30 a 34 | 12    |
| 4     | 25 a 29 | 8     |
| 12    | 20 a 24 | 4     |
| 4     | 15 a 19 | 8     |
| 20    | 10 a 14 | 12    |
| 16    | 5 a 9   | 32    |
| 8     | 0 a 4   | 8     |

## Economia
El 2007 la població en edat de treballar era de 341 persones, 205 eren actives i 136 eren inactives. De les 205 persones actives 195 estaven ocupades (104 homes i 91 dones) i 10 estaven aturades (3 homes i 7 dones). De les 136 persones inactives 28 estaven jubilades, 31 estaven estudiant i 77 estaven classificades com a «altres inactius».

### Ingressos
El 2009 a Villefrancœur hi havia 170 unitats fiscals que integraven 439 persones, la mediana anual d'ingressos fiscals per persona era de 19.358 €.

### Activitats econòmiques
Dels 19 establiments que hi havia el 2007, 1 era d'una empresa de fabricació de material elèctric, 1 d'una empresa de fabricació d'elements pel transport, 1 d'una empresa de fabricació d'altres productes industrials, 3 d'empreses de construcció, 2 d'empreses de comerç i reparació d'automòbils, 2 d'empreses d'hostatgeria i restauració, 1 d'una empresa d'informació i comunicació, 2 d'empreses de serveis i 6 d'entitats de l'administració pública.
Dels 5 establiments de servei als particulars que hi havia el 2009, 1 era un taller de reparació d'automòbils i de material agrícola, 1 paleta, 2 electricistes i 1 restaurant.
L'any 2000 a Villefrancœur hi havia 15 explotacions agrícoles que ocupaven un total de 1.605 hectàrees.

## Equipaments sanitaris i escolars
L'únic equipament sanitari que hi havia el 2009 era un psiquiàtric.
El 2009 hi havia una escola elemental integrada dins d'un grup escolar amb les comunes properes formant una escola dispersa.

## Poblacions més properes
El següent diagrama mostra les poblacions més properes.